# 萨布里纳谷
萨布里纳谷（Sabrina Vallis）是火星卢娜沼区的一条河谷，其中心坐标位于北纬11度、西经49度处，全长280公里，1985年被国际天文联合会以英格兰和威尔士塞文河的古名称命名了它。

热辐射成像系统拍摄的萨布里纳谷